# Parada Orlando
Parada Orlando es una localidad del Partido de Exaltación de la Cruz, provincia de Buenos Aires, Argentina.

## Población
Cuenta con 1,207 habitantes (Indec, 2010), lo que representa un incremento del 129% frente a los 527 habitantes (Indec, 2001) del censo anterior.
| Gráfica de evolución demográfica de Parada Orlando entre 1991 y 2010 |
|                                                                      |
| Fuente: Censos nacionales del INDEC                                  |

- Datos: Q6060701